# Szutino
Szutino (ros. Шутино) – wieś (sieło) w Rosji, w obwodzie kurgańskim, w rejonie katajskim. W 2010 liczyła 336 mieszkańców.